# لجنة الأخلاقيات بالفيفا
لجنة الأخلاقيات التابعة للفيفا هي إحدى الهيئات القضائية الثلاثة التابعة للفيفا. وتتكون من غرفتين، غرفة التحقيق وغرفة القضاء. وتنظم مهامها عدة وثائق رسمية، وأهمها قانون أخلاقيات الفيفا. أما الهيئات القضائية الأخرى التابعة للفيفا فهي لجنة الانضباط ولجنة الاستئناف.

## غرفة التحقيق
المهمة الرئيسية لغرفة التحقيق هي التحقيق في الانتهاكات المحتملة لقانون أخلاقيات الاتحاد الدولي لكرة القدم (الفيفا). ويمكن إجراء التحقيقات في أي وقت، بناء على تقدير غرفة التحقيق. في الحالات الأولية، يتعين على الغرفة أن تفتح التحقيقات. يتعين على الغرفة إبلاغ جميع الأطراف المعنية بإجراء تحقيق، باستثناء المواقف التي قد تضر فيها مثل هذه المعلومات بالتحقيقات. تشمل أساليب التحقيق الاستفسارات المكتوبة والمقابلات مع الأطراف والشهود الآخرين. يمكن إجراء التحقيقات، إذا لزم الأمر، من العديد من أعضاء الغرفة ويمكن أيضًا مساعدتها من أطراف ثالثة. وفي نهاية التحقيق، تقدم الغرفة تقريرًا نهائيًا إلى غرفة التحكيم. ومع ذلك، إذا ظهرت معلومات جديدة ومهمة فيما يتعلق بالتحقيق، فيمكن للغرفة إعادة فتح عملية التحقيق.

## غرفة التحكيم
يتعين على غرفة التحكيم مراجعة تقارير غرفة التحقيق والبت فيما إذا كان ينبغي المضي قدمًا في القضية أو إغلاقها. ولغرفة التحكيم الحق في إرجاع تقرير إلى غرفة التحقيق أو إجراء تحقيقات إضافية. بعد مراجعة تقرير غرفة التحقيق وإجراء تحقيقات إضافية إذا لزم الأمر، ترسل غرفة التحكيم تقريرًا إلى جميع الأطراف المعنية وتطلب بياناتهم.
وبالإضافة إلى ذلك، يتعين على الغرفة القضائية أن تقرر بشكل نهائي العقوبات المناسبة. ويجب أن تكون العقوبات مرتبطة بالوثائق الأساسية الثلاثة التي تنظم سلوك أي شخص مرتبط بالفيفا. هذه الوثائق هي مدونة أخلاقيات الفيفا، ومدونة الانضباط للفيفا، والنظام الأساسي للفيفا، وبالتالي، يمكن أن تتراوح العقوبات من التحذيرات والتوبيخ للحالات الأقل خطورة من سوء السلوك وحتى الحظر مدى الحياة من المشاركة في أي نشاط متعلق بكرة القدم في جميع أنحاء العالم.

## العضوية
ينتخب رؤساء الهيئات القضائية التابعة للفيفا ونوابهم مباشرة من مؤتمر الفيفا ولا يمكن عزلهم من مناصبهم إلا من مؤتمر الفيفا. مدة الولاية أربع سنوات. ومع ذلك، يمكن إعادة انتخاب الأعضاء. ينبغي أن يكون رؤساء ونواب رؤساء الغرفتين مؤهلين لممارسة القانون، وينبغي تجميع الأعضاء الأفراد في الغرفتين معًا لضمان درجة عالية من المؤهلات بشكل عام فيما يتعلق بمهامهم. بالإضافة إلى ذلك، ينبغي لأعضاء لجنة الأخلاقيات أيضًا تمثيل اتحادات الأعضاء في الاتحاد الدولي لكرة القدم (الفيفا) بطريقة مناسبة.
لا يجوز لأعضاء الهيئات القضائية التابعة للفيفا أن يشغلوا منصب أعضاء في اللجنة التنفيذية أو أي من اللجان الدائمة الأخرى التابعة للفيفا.

### الاستقلال
يتعين على رؤساء ونواب رؤساء الغرفتين التابعتين للجنة الأخلاقيات، فضلاً عن رئيس لجنة التدقيق والامتثال في الاتحاد الدولي لكرة القدم، استيفاء معايير الاستقلال المنصوص عليها في النظام الأساسي للمؤتمر.
ولضمان استيفاء معايير الاستقلال من أعضاء اللجنة المعنية، فإن المراجعات السنوية لرؤساء اللجان الحاليين ونائبيهم وكذلك المرشحين لمنصب رؤساء ونائبي رؤساء لجنة الأخلاقيات ولجنة التدقيق والامتثال إلزامية. وينبغي أن تراجع من لجنة أخرى. ولذلك، يتم مراجعة أعضاء لجنة الأخلاقيات من لجنة التدقيق والامتثال، والتي بدورها يتم مراجعتها من غرفة التحقيق التابعة للجنة الأخلاقيات.
بالإضافة إلى ذلك، تجري لجنة الأخلاقيات عمليات التحقق من النزاهة لمكاتب الفيفا التالية: رئيس الفيفا، وجميع أعضاء اللجنة التنفيذية، ورئيس ونائب رئيس وأعضاء لجنة التدقيق والامتثال، وجميع رؤساء ونائبي رؤساء وأعضاء الهيئات القضائية للفيفا، مع الاستثناء الواضح للجنة الأخلاقيات نفسها، والتي يتم فحصها من لجنة التدقيق والامتثال. لا يجوز لأي لجنة من لجان الفيفا مراجعة أو التحقق من أعضائها.

### الأعضاء
| الاسم                              | الجنسية             |
| ---------------------------------- | ------------------- |
| الرئيس                             |                     |
| ماريا كلاوديا روخاس (غرفة التحقيق) | كولومبيا            |
| فاسيليوس سكورس (غرفة القضاء)       | اليونان             |
| نائب الرئيس                        |                     |
| دجيمرباي بورنغار (غرفة التحقيق)    | تشاد                |
| آلان سوليفان (غرفة القضاء)         | أستراليا            |
| برونو دي فيتا (غرفة التحقيق)       | كندا                |
| أعضاء غرفة التحقيق                 |                     |
| هي جياهونغ                         | الصين               |
| جانيت كاتيسيا                      | كينيا               |
| مايكل لاماس                        | جبل طارق            |
| خوسيه إرنستو ميخيا بورتيو          | هندوراس             |
| جون توغون                          | فانواتو             |
| أعضاء غرفة القضاء                  |                     |
| أكيهيرو هارا                       | اليابان             |
| ينغفي هالن                         | النرويج             |
| جاك كاريكو                         | بابوا غينيا الجديدة |
| آلان روثنبرغ                       | الولايات المتحدة    |
| أوسكار سكافوني                     | باراغواي            |
| أنين ييبوواه                       | غانا                |

## تاريخ
منذ عام 1998، طبق الاتحاد الدولي لكرة القدم (الفيفا) عددًا متزايدًا من القواعد واللوائح التي تهدف إلى تحديث وتحسين المساءلة والشفافية في عمليات حوكمتها. في أعقاب اتهامات رشوة الحكام في عام 2006، قرر الاتحاد الدولي لكرة القدم إنشاء لجنة أخلاقية، بهدف التحقيق في مزاعم الفساد في كرة القدم. في البداية، كان سيباستيان كوي هو رئيس لجنة الأخلاقيات، وفي الفترة من عام 2010 إلى عام 2012 كان لاعب كرة القدم السويسري السابق والمحامي كلاوديو سولسر هو رئيس اللجنة.
ومع ذلك، لم يبدأ مارك بيث، أستاذ القانون الجنائي في جامعة بازل بسويسرا ورئيس ما يسمى لجنة الحوكمة المستقلة التابعة للفيفا، في تقييم هياكل الفيفا إلا في عام 2011. ونشر بيث وفي وقت لاحق تقريراً يتضمن اقتراحات لإصلاح شامل للجنة الأخلاقيات من أجل إنشاء هيئة حديثة للتحقيقات الداخلية والاختصاص القضائي للاتحاد الدولي لكرة القدم. شُكلت مجموعة العمل الدولية باعتبارها مجلس استشاري خارجي للفيفا من اللجنة التنفيذية في 17 ديسمبر 2011. واستمرت حتى نهاية عام 2013.
في البداية، تعرض تقرير اللجنة الحكومية الدولية لانتقادات كبيرة، بما في ذلك من داخل اللجنة نفسها. وانتقدت سيلفيا شينك، المستشارة الرياضية لمنظمة الشفافية الدولية، حصول بيث على مدفوعات من الاتحاد الدولي لكرة القدم (فيفا) مقابل عمله. امتنع شينك عن أن يصبح عضوًا في IGC. روجر بيلكي، الذي نشر منشورًا عن مساءلة الاتحاد الدولي لكرة القدم، ذكر في مدونته The Least Thing أن بيث، أو معهد الحوكمة الذي يقع مقره في بازل، قد حصل على 128000 دولار أمريكي مقابل عمله وبالتالي لا يمكن اعتباره يتصرف باستقلالية. ورد بيث بأن أفضل ممارسة لأي منظمة هي مكافأة تقارير التدقيق، لأنه "لا يمكننا أن نبدأ في مطالبة شركات التدقيق بالقيام بعملها مجانًا لمجرد التأكد من استقلاليتها".
وقد اثير الجدل أيضًا حول مسألة ما إذا كان ينبغي السماح للجنة الحكومية الدولية باتخاذ موقف بشأن حالات سابقة من الفساد المحتمل. وفي الوقت نفسه، دونت هذه المسألة في قانون الأخلاقيات للاتحاد الدولي لكرة القدم لعام 2012. ولغرفة التحقيق التابعة للجنة الأخلاقيات الحق في التحقيق في مزاعم الرشوة السابقة.
لدى لجنة الأخلاقيات التابعة للاتحاد الدولي لكرة القدم تاريخ من الفساد والجدل. تعرضت بطولة كأس العالم 2014 في البرازيل لانتقادات شديدة بسبب الفواتير الاحتيالية وإنتاج مئات الأطنان من النفايات الناتجة عن بناء واستخدام الملاعب. ابتداءً من عام 2014 فصاعدًا، بدأ الضغط يتزايد مع اعتراف وسائل الإعلام العامة والخاصة بالتناقضات وانتهاكات السياسات في البطولات التي تديرها الفيفا. وبحسب صاحبة جيل، مؤلفة كتاب "لعبة من؟ الفيفا والفساد وتحدي الحوكمة العالمية"، فإن الارتباك الجاهل الذي تعيشه لجنة الأخلاقيات التابعة للفيفا تجاه إصلاحاتها السابقة وخطاباتها العامة لا يكفي. وواصلت اقتراحها بأن الشفافية العامة الكاملة هي السبيل الوحيد المتاح أمام الاتحاد الدولي لكرة القدم.
ويواصل بول ماكينيس من صحيفة الجارديان اتهام لجنة الأخلاقيات بالافتقار إلى اللياقة والوعي اللازمين للاعتراف علنًا بهذه المشاكل. كانت إحدى المشاكل التي اعترفت بها اللجنة في عام 2014 هي الرشوة التي تنطوي على حصول الحكام على ساعات باهظة الثمن من مسؤولين برازيليين كبار. وقد وصفت وثيقة صادرة عن وزارة العدل الأمريكية بالتفصيل الكامل الحكم الصادر بحق تسعة مسؤولين في الاتحاد الدولي لكرة القدم وخمسة مسؤولين تنفيذيين في الاتحاد الدولي لكرة القدم. ولم يكن هذا الأمر صارخًا وغير قابل لحفظ ماء الوجه فحسب، بل كان ضارًا بالبطولة وسياساتها التي لا تتسامح مع الرشوة. ويقدر الباحثون أن حجم الفساد في الاتحاد الدولي لكرة القدم خلال العقدين الماضيين بلغ نحو 150 مليون دولار. على الرغم من أن الاتحاد الدولي لكرة القدم (الفيفا) يخضع للقانون السويسري، إلا أن السلطات هناك تجاهلت إلى حد كبير الاتهامات الموجهة إلى الاتحاد الدولي لكرة القدم ولجنة الأخلاقيات التابعة له حتى واجهتها السلطات الأمريكية في عام 2015.
في عام 2010، اختيرت قطر لتكون أول دولة في الشرق الأوسط تستضيف كأس العالم. ولم يكن هذا الأمر محل نقاش وجدل فقط بسبب الاختلافات القانونية، بل وأيضاً بسبب الفظائع التي ارتكبت ضد حقوق الإنسان ووثقت توثيقها جيداً. وقد نُقل عن سيب بلاتر، الرئيس السابق والفيفا وقت الاختيار، قوله: "لقد كان اختيارًا سيئًا". ورغم ذلك، منحت لجنة الأخلاقيات التابعة للاتحاد الدولي لكرة القدم (فيفا) الموافقة الكاملة على استضافة قطر لكأس العالم 2022.
أنشأت لجنة الأخلاقيات التابعة للفيفا لمراقبة وتنظيم اللعب غير النزيه والقرارات السيئة التي يتخذها ممثلو الفيفا. وقد أثار تاريخ اللجنة في انتهاكات السياسات ومناقشات حقوق الإنسان مخاوف من أن الاتحاد الدولي لكرة القدم يفتقر إلى الكفاءة والانضباط اللازمين للتعامل مع هذه الانتهاكات. وأظهر عدم مراعاة حقوق الإنسان في اللجنة أنه في حين أدرك الجمهور الصعوبات المرتبطة باختيار قطر كمضيف قادم، فإنه كان على استعداد للتغاضي عن هذه الادعاءات من قبل وسائل الإعلام/الجمهور. لقد ثبت أن التاريخ الحديث لقطر مع مزاعم وسائل الإعلام بالتسامح مع الفظائع المتعلقة بحقوق الإنسان وتجاهل سياسات الفيفا يمثل مهمة صعبة بالنسبة للفيفا للتعامل معها والتغطية عليها. أعلنت الفيفا عن سياستها الأولى في مجال حقوق الإنسان في عام 2017 عقب قرار قطر باستضافة كأس العالم 2022.
بدأت المحادثة حول انتهاكات حقوق الإنسان في المقام الأول بالإشارة إلى سوء معاملة قطر للعمال المهاجرين الذين يشكلون 90٪ من قوتها العاملة. وبالإضافة إلى انتهاكات حقوق الإنسان، أعطت لجنة الأخلاقيات في الاتحاد الدولي لكرة القدم الضوء الأخضر لقطر على الرغم من الجدل الدائر حول درجات الحرارة التي تصل إلى 50 درجة مئوية (122 درجة فهرنهايت) خلال أشهر الصيف. وهذا انتقاد عام آخر لم تتم مواجهته على الرغم من الشكاوى العديدة التي تشير إلى الإجهاد الحراري والعروض الأخرى التي لا حصر لها من البلدان التي قد تكون أكثر ملاءمة لاستضافة البطولة.
وفي حديثه عن سلوك قطر المشكوك فيه، ذكر هانز يواكيم إيكرت، رئيس الذراع القضائي للجنة الأخلاقيات في الاتحاد الدولي لكرة القدم، أن "تأثيرات هذه الأحداث على عملية تقديم العطاءات ككل كانت بعيدة كل البعد عن الوصول إلى أي عتبة تتطلب العودة إلى عملية تقديم العطاءات، ناهيك عن إعادة فتحها".

### غرفة التحقيق وغرفة القضاء
وبناءً على اقتراحات التقرير الأول للجنة الحكومية الدولية لكرة القدم في عام 2012، قررت اللجنة التنفيذية للاتحاد الدولي لكرة القدم إنشاء كيانين مستقلين، غرفة التحقيق وغرفة القضاء، برئاسة متخصصين قانونيين مستقلين وذوي خبرة. ويحق للجنة الأخلاقيات التحقيق في الادعاءات الحالية والسابقة.
خضع عضو اللجنة خوان بيدرو دامياني لتحقيق داخلي بشأن المساعدة القانونية التي قدمها كمحامٍ إلى يوجينيو فيجويردو في عام 2016، وهو مسؤول كرة قدم اتهمته السلطات الأمريكية بالاحتيال الإلكتروني وغسيل الأموال، كجزء من قضية فساد الفيفا عام 2015. وبعد أن فتحت غرفة التحقيق التابعة للجنة الأخلاقيات تحقيقًا أوليًا، استقال دامياني من لجنة الأخلاقيات في 6 أبريل 2016.
في أوائل عام 2017، أصبحت التقارير علنية حول محاولة رئيس الاتحاد الدولي لكرة القدم جياني إنفانتينو منع إعادة انتخاب رئيسي لجنة الأخلاقيات خلال مؤتمر الاتحاد الدولي لكرة القدم في مايو 2017. في 9 مايو 2017، بناءً على اقتراح إنفانتينو، قرر مجلس الفيفا عدم تجديد ولاية كورنيل بوربيلي وهانز يواكيم إيكرت. أُزيل أحد عشر من أصل 13 عضوًا من أعضاء اللجنة، إلى جانب رؤساء اللجان. وزعم بوربلي وإيكرت أنهما عندما أطيح بهما كانا في صدد التحقيق في مئات الحالات وأن إقالتهما كانت "نكسة في مكافحة الفساد" وأن ذلك "يعني نهاية فعلية لجهود الإصلاح التي تبذلها الفيفا".

## إيقاف مسؤولي كرة القدم
من بين مسؤولي كرة القدم الذين أوقفتهم لجنة الأخلاقيات في الاتحاد الدولي لكرة القدم:
 
- آموس أدامو[62][63]
- سيد علي رضا أغازاده صادات[الإنجليزية][64]
- أحمد أحمد[65]
- شابور غوك ألي[الإنجليزية][66]
- غانبولد بياننمخ[الإنجليزية][67]
- أرييل ألفارادو[الإنجليزية][68]
- فرانز بكنباور[69]
- لويس بيدويا[الإنجليزية][70]
- جوزيف بلاتر[71]
- تشاك بلازر[72]
- إدموند بوين[الإنجليزية][73]
- رافائيل ليوناردو كاييخاس روميرو[74]
- أدييل كاريلس[الإنجليزية][75]
- إبراهيم شعيبو[76]
- لويس شيريبوجا[77]
- نجيب شيراكال[الإنجليزية][78]
- ديفيد تشونغ (لاعب كرة قدم)[79]
- ألبرت كولاكو[الإنجليزية][80]
- هارون ديفيدسون[81]
- إدواردو ديلوكا[82]
- دومينجو ميتوي إدجانج[الإنجليزية][83]
- رافائيل إسكويفل[84]
- كوكو هوغنيمون فاجلا[الإنجليزية][85]
- يفيت فيليكس[الإنجليزية][86]
- مانيلال فرناندو[87]
- يوجينيو فيغيريدو[88]
- Steve Goddard[75]
- جوهان ويسلي غونجوان[الإنجليزية][89]
- روسنيك غرانت[الإنجليزية][90]
- محمد بن همام[91]
- ليونيل هافن[92]
- ألفريدو هويت[74][93]
- عيسى حياتو[94]
- Sergio Jadue[70]
- Yves Jean-Bart[95]
- موسى حسن بيليتي[96]
- Brayan Jiménez[97]
- نيلا جوزيف[الإنجليزية][98]
- أبو بكر كابا[الإنجليزية][99]
- كيرام الدين كيرام[100]
- ماركوس كاتنر[101]
- لينديل كيكا[الإنجليزية][102]
- موكيتسي كغوتلي[الإنجليزية][103]
- ريتشارد ك. لاي[الإنجليزية][104][105]
- نيكولاس ليوز[88]
- إدواردو لي[88][106]
- خوليو روتشا لوبيز[88]
- ورافي ماكودي[107]
- جمال مالينزي[الإنجليزية][108]
- أودن تشارلز مباكا[الإنجليزية][109]
- خوسيه ماريا مارين[88]
- خوسيه لويس ميسنر[الإنجليزية][110]
- بونيفاس مواميلو[الإنجليزية][111]
- هارولد مين-نيكولز[112]
- جان جاي بلايز مايولاس[الإنجليزية][113]
- سعود آل محاندي[114]
- تشونغ مونغ-جون[115]
- ساديو خوسيه موغادزا[الإنجليزية][116]
- جوناثان موسافينغانا[الإنجليزية][117]
- خوان أنخيل نابوت[118]
- مانويل إيرينيو لوبيس ناسيمنتو[الإنجليزية][119]
- تاي نيكولاس[الإنجليزية][120]
- كيرستن نيماتانداني[الإنجليزية][117]
- باتريس إدوار نغيسونا[121]
- فولفجانج نيرسباخ[122]
- رومير أوسونا[الإنجليزية][123]
- كونستانت أوماري[124]
- ميشيل بلاتيني[71]
- سيدقي روستام[الإنجليزية][125]
- رافاييل سالغيرو[126]
- إنريكي سانز دي سانتاماريا[127]
- ليزلي سيديب[الإنجليزية][75]
- مانويل بورغا سيواني[128]
- ألكسندر شبريجين[الإنجليزية][129]
- سامسون سياسيا[130]
- فيبيث سيهاشاكر[الإنجليزية][131]
- كوستاس تاكاس[الإنجليزية][88]
- بانا تشانيلي[الإنجليزية][117]
- رينالد تيماري[الإنجليزية][62]
- ريكاردو تيكسييرا[الإنجليزية][132]
- غانيش ثابا[133]
- جيروم فالكي[134]
- بادجي مومبو وانتيتي[الإنجليزية][113]
- داريل وارنر[الإنجليزية][135]
- جاك وارنر[136]
- جيفري ويب[الإنجليزية][88]
- أوبرت زويا[الإنجليزية][137]

## روابط خارجية
- لجنة الأخلاقيات في الاتحاد الدولي لكرة القدم (بالإنجليزية، الألمانية، الفرنسية، الإسبانية، والعربية)